# Max Rubner
Max Rubner (ur. 2 czerwca 1854 w Monachium, zm. 27 kwietnia 1932 w Berlinie) – niemiecki fizjolog, dyrektor Berliner Physiologische Institut w latach 1909–1922.

## Życiorys
Był synem Johanna Nepomuka Rubnera i Barbary z domu Duscher. W 1873 zdał egzamin dojrzałości w Max-Gymnasium w Monachium. Od 1873 do 1877 studiował medycynę na Uniwersytecie Ludwika i Maksymiliana w Monachium. Jako student zaczął pracować z Adolfem von Baeyerem i Carlem Voitem. Po uzyskaniu tytułu doktora medycyny w 1878 został asystentem-wolontariuszem w Instytucie Fizjologicznym Voita. Od 1880 do 1881 uczył się u Carla Ludwiga w Lipsku, po uzyskaniu habilitacji w 1883 wykładał w Monachium. W latach 1885–1891 profesor na katedrze fizjologii Uniwersytetu w Marburgu. W 1891 zastąpił Roberta Kocha na katedrze higieny Uniwersytetu Fryderyka Wilhelma w Berlinie. Od 1909 również na katedrze fizjologii, jako następca Theodora Engelmanna. W roku akademickim 1910/11 rektor Uniwersytetu. Był współzałożycielem i pierwszym dyrektorem (1913) Instytutu Fizjologii Pracy Cesarza Wilhelma (Kaiser-Wilhelm-Institut für Arbeitsphysiologie). Sekretarz Pruskiej Akademii Nauk. Członek Gesellschaft für Natur- und Heilkunde in Berlin oraz Niemieckiej Akademii Przyrodników Leopoldina (niem. Deutsche Akademie der Naturforscher Leopoldina). W 1930 odznaczony został bawarskim Orderem Maksymiliana.
Na jego cześć nazwano instytut w Karlsruhe (Max Rubner-Institut).

## Dorobek naukowy
Reubner prowadził badania głównie z tematyki metabolizmu, energetyki organizmu i termogenezy. Razem z Ottonem Heubnerem prowadził badania nad metabolizmem noworodków. W 1883 wysunął hipotezę, że podstawowa przemiana materii ptaków i ssaków jest mniej więcej proporcjonalne do powierzchni ciała. Był też autorem hipotezy, według której im wolniejszy metabolizm danego gatunku, tym bardziej jest on długowieczny.

## Wybrane prace
- Die Kalorimetrie. [w:] Handbuch der physiologischen Methodik, Erster Band: Allgemeine Methodik. Protisten, wirbellose Tiere, physikalische Chemie. Stoff- und Energiewechsel, Dritte Abteilung: Stoffwechsel - Respirationslehre - Kalorimetrie s. 150–228. Leipzig: Hirzel 1911
- Ein Calorimeter für physiologische und hygienische Zwecke. Zeitschrift für Biologie 25, s. 400–426 (1889)
- Die Vertretungswerthe der hauptsächlichsten organischen Nahrungsstoffe im Thierkörper. Zeitschrift für Biologie 19: 313–396 (1883)
- Volksernährungsfragen. Leipzig 1909
- Die Ernährungsphysiologie der Hefezelle bei alkoholischer Gärung. Leipzig 1913